# Ловречан (Златар-Бистриця)
46°03′ пн. ш. 16°04′ сх. д. / 46.05° пн. ш. 16.06° сх. д.
Ловречан (хорв. Lovrečan) — населений пункт у Хорватії, у Крапинсько-Загорській жупанії у складі громади Златар-Бистриця.

## Населення
Населення за даними перепису 2011 року становило 405 осіб.
Динаміка чисельності населення поселення:

## Клімат
Середня річна температура становить 10,12 °C, середня максимальна – 24,33 °C, а середня мінімальна – -6,52 °C. Середня річна кількість опадів – 926 мм.
| Клімат поселення                              | Клімат поселення | Клімат поселення | Клімат поселення | Клімат поселення | Клімат поселення | Клімат поселення | Клімат поселення | Клімат поселення | Клімат поселення | Клімат поселення | Клімат поселення | Клімат поселення | Клімат поселення |
| Показник                                      | Січ.             | Лют.             | Бер.             | Квіт.            | Трав.            | Черв.            | Лип.             | Серп.            | Вер.             | Жовт.            | Лист.            | Груд.            |                  |
| Середній максимум, °C                         | 5,68             | 7,84             | 12,18            | 16,44            | 21,27            | 24,33            | 23,50            | 22,94            | 19,05            | 13,91            | 8,34             | 4,36             |                  |
| Середня температура, °C                       | −0,41            | 1,74             | 6,07             | 10,34            | 15,17            | 18,21            | 19,87            | 19,32            | 15,43            | 10,27            | 4,70             | 0,72             |                  |
| Середній мінімум, °C                          | −6,52            | −4,38            | −0,03            | 4,22             | 9,07             | 12,10            | 16,25            | 15,70            | 11,80            | 6,67             | 1,08             | −2,9             |                  |
| Норма опадів, мм                              | 48               | 48               | 62               | 70               | 80               | 105              | 88               | 93               | 89               | 89               | 89               | 65               |                  |
| Середньомісячна швидкість вітру, м/с          | 1.80             | 2.00             | 2.40             | 2.30             | 2.20             | 1.97             | 1.90             | 1.70             | 1.70             | 1.79             | 1.88             | 1.86             |                  |
| Середньомісячна сонячна радіація, кДж/м²·день | 4086             | 6833             | 10481            | 14839            | 18896            | 20760            | 21540            | 18830            | 13940            | 8686             | 4547             | 3268             |                  |
| --------------------------------------------- | ---------------- | ---------------- | ---------------- | ---------------- | ---------------- | ---------------- | ---------------- | ---------------- | ---------------- | ---------------- | ---------------- | ---------------- | ---------------- |
| Джерело:                                      |                  |                  |                  |                  |                  |                  |                  |                  |                  |                  |                  |                  |                  |